# Aporrectodea
Genre
Aporrectodea est un genre de vers de terre de la famille des Lumbricidae.

## Synonymie
Aporrectodea a pour synonymes :
- Koinodrilus Qiu & Bouché, 1998
- Nicodrilus Bouché, 1972

## Ensemble des espèces
Selon World Register of Marine Species (25 décembre 2022) :
- Aporrectodea caliginosa (Savigny in Cuvier, 1826)
- Aporrectodea cupulifera (Tetry, 1937)
- Aporrectodea dubiosa (Örley, 1881)
- Aporrectodea georgii (Michaelsen, 1890)
- Aporrectodea handlirschi (Rosa, 1897)
- Aporrectodea icterica (Savigny in Cuvier, 1826)
- Aporrectodea jassyensis (Michaelsen, 1891)
- Aporrectodea limicola (Michaelsen, 1890)
- Aporrectodea longa (Ude, 1885)
- Aporrectodea rosea (Savigny in Cuvier, 1826)
- Aporrectodea sineporis (Omodeo, 1952)
- Aporrectodea smaragdina (Rosa, 1892)
- Aporrectodea subterrestris (Lainez & Jordana, 1983)
- Aporrectodea thaleri (Zicsi, 1982)
- Aporrectodea borellii (Cognetti, 1904)
- Aporrectodea bowcrowensis Reynolds & Clapperton, 1996
- Aporrectodea carochensis (Onteniente & Babio, 2002)
- Aporrectodea chlorotica (Savigny in Cuvier, 1826)
- Aporrectodea jenensis Füller, 1953
- Aporrectodea mediterranea (Örley, 1881)
- Aporrectodea monticola (Onteniente & Babio, 2002)
- Aporrectodea similis (Friend, 1910)
- Aporrectodea terrestris [misspelling for terrestre]
- Aporrectodea tetramammalis (Onteniente & Babio, 2002)
- Aporrectodea tuberculata (Eisen, 1874)
- Aporrectodea turgida (Eisen, 1873)
- Aporrectodea bohiniana Mršić, 1987
- Aporrectodea cemernicensis Mršíc, 1991
- Aporrectodea haymoziformis Zicsi & Csuzdi, 1999
- Aporrectodea kozjekensis Mršić, 1991
- Aporrectodea pannoniella Mršić, 1987
- Aporrectodea papukwna Mršić, 1987
- Aporrectodea smaragdinoides Šapkarev, 1989

## Espèces de France
Selon INPN (05 août 2023) :
- Aporrectodea arverna (Bouché, 1969)
- Aporrectodea balisa (Bouché, 1972)
- Aporrectodea borellii (Cognetti, 1904)
- Aporrectodea caliginosa (Savigny, 1826)
- Aporrectodea catalaunensis (Bouché, 1972)
- Aporrectodea cupulifera (Tétry, 1937)
- Aporrectodea georgii (Michaelsen, 1890)
- Aporrectodea gogna (Bouché, 1972)
- Aporrectodea haymoziformis Zicsi & Csuzdi, 1999
- Aporrectodea icterica (Savigny, 1826)
- Aporrectodea joffrei (Qiu & Bouché, 1998)
- Aporrectodea ligra (Bouché, 1969)
- Aporrectodea limicola (Michaelsen, 1900)
- Aporrectodea longa (Ude, 1885)
- Aporrectodea riparia (Bretscher, 1901)
- Aporrectodea rosea (Savigny, 1826)
- Aporrectodea rubicunda (Bouché, 1972)
- Aporrectodea sardonica (Cognetti, 1904)
- Aporrectodea terrestris (Savigny, 1826)
- Aporrectodea tiginosa (Bouché, 1972)
- Aporrectodea trapezoides (Dugès, 1828)
- Aporrectodea velox (Bouché, 1967)
- Aporrectodea zicsii (Bouché, 1972)

## Publication originale
- (hu) L. Örley, 1885, « A palaearktikus övben élő Terrikolák-nak revisiója és elterjedése », Magyar Tudományos Akadémia, vol. 15, n. 18, p. 1-32.